# Onthophagus pugnacior
Onthophagus pugnacior es una especie de insecto del género Onthophagus, familia Scarabaeidae, orden Coleoptera.

Fue descrita científicamente por Blackburn en 1903.